# خورش بادمجان

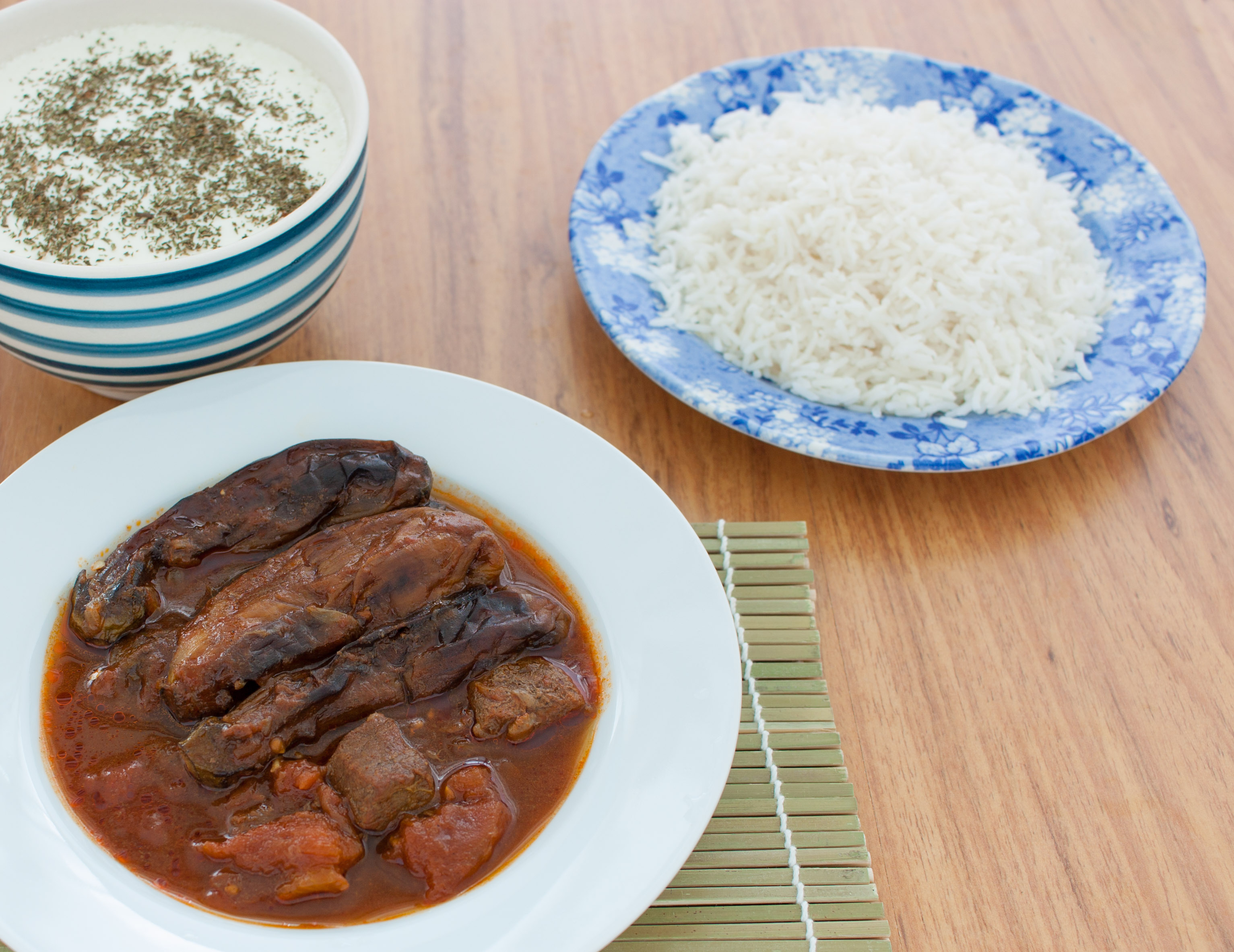

خورش بادمجان یکی از خوراک‌های ایرانی است که پایه آن بر استفاده از برنج است.
این غذای لذیذ هم برای مصرف در جمع خانواده و هم برای مهمانی‌ها پخته می‌شود.

## مواد لازم برای ۸ نفر
- گوشت گوسفند یا مرغ، نیم کیلوگرم
- بادمجان قلمی، ۸ عدد
- پیاز متوسط، یک عدد
- نمک، به اندازهٔ دلخواه
- زردچوبه، به اندازهٔ دلخواه
- روغن، نصف بیشتر یک پیمانه
- گوجه فرنگی متوسط، چهار عدد
- آبغوره، یک قاشق غذاخوری
- سیر، چند حبهٔ کوچک

## شیوهٔ پخت
بادمجان‌ها را سرخ می‌کنیم. پیاز را جداگانه در قابلمه خرد کرده، آن را کمی تفت می‌دهیم. گوشت خام را به پیاز می‌افزاییم و با هم آن را خوب تفت می‌دهیم. نمک و زردچوبه را به آن می‌افزاییم. چهار پیمانه آب را نیز به آن می‌افزاییم و در قابلمه را می‌بندیم. پس از آن که آب جوش آمد شعلهٔ اجاق گاز را کم می‌کنیم. مرحلهٔ پخت از زمانی که در قابلمه را می‌گذاریم تقریباً دو ساعت و نیم به درازا می‌کشد. پس از دو ساعت و نیم گوشت باید کاملاً پخته شده باشد و فقط تقریباً به اندازه دو پیمانه آب در قابلمه مانده باشد. گوجه فرنگی‌ها را نیز جداگانه سرخ می‌کنیم و همراه بادمجان‌ها آبغوره را نیز به قابلمهٔ گوشت می‌افزاییم. اگر احساس کردیم آب کم است یک استکان آب به آن می‌افزاییم. سپس در قابلمه را دوباره بسته و می‌گذاریم تا نیم ساعت تا ۴۵ دقیقه پخته شود. پس از این مدت زمان خورش بادمجان آماده است.